# Cyrus Edwin Dallin
Cyrus Edwin Dallin (Springville, Utah, 22 de novembre de 1861 - Arlington Heights, Massachusetts, 14 de novembre de 1944) va ser un escultor estatunidenc conegut per les seves obres sobre indis americans, alguna d'elles situada al Museu de Belles Arts de Boston. També va ser un arquer que va prendre part en els Jocs Olímpics de 1904.

## Biografia
Nascut a Springville, Utah, en el si d'una família mormona, als 19 anys es traslladà a Boston per estudiar escultura amb Truman Howe Bartlett. Posteriorment estudià a París amb Henri Chapu i a l'Académie Julian. El 1883 participà en un concurs per a la realització d'una estàtua eqüestre de Paul Revere. Va rebre un contracte, però la seva obra no va ser acceptada fins al 1899. Dallin va fer fins a cinc versions de Paul Revere i l'estàtua no va ser presentada en públic fins al 1940.
Convertit a l'Unitarisme, va refusar esculpir l'àngel Moroni al capdamunt del Temple de Salt Lake City, però posteriorment acceptà la proposta. Aquesta estàtua va esdevenir un símbol pels Temples mormons i un model a seguir en altres temples.

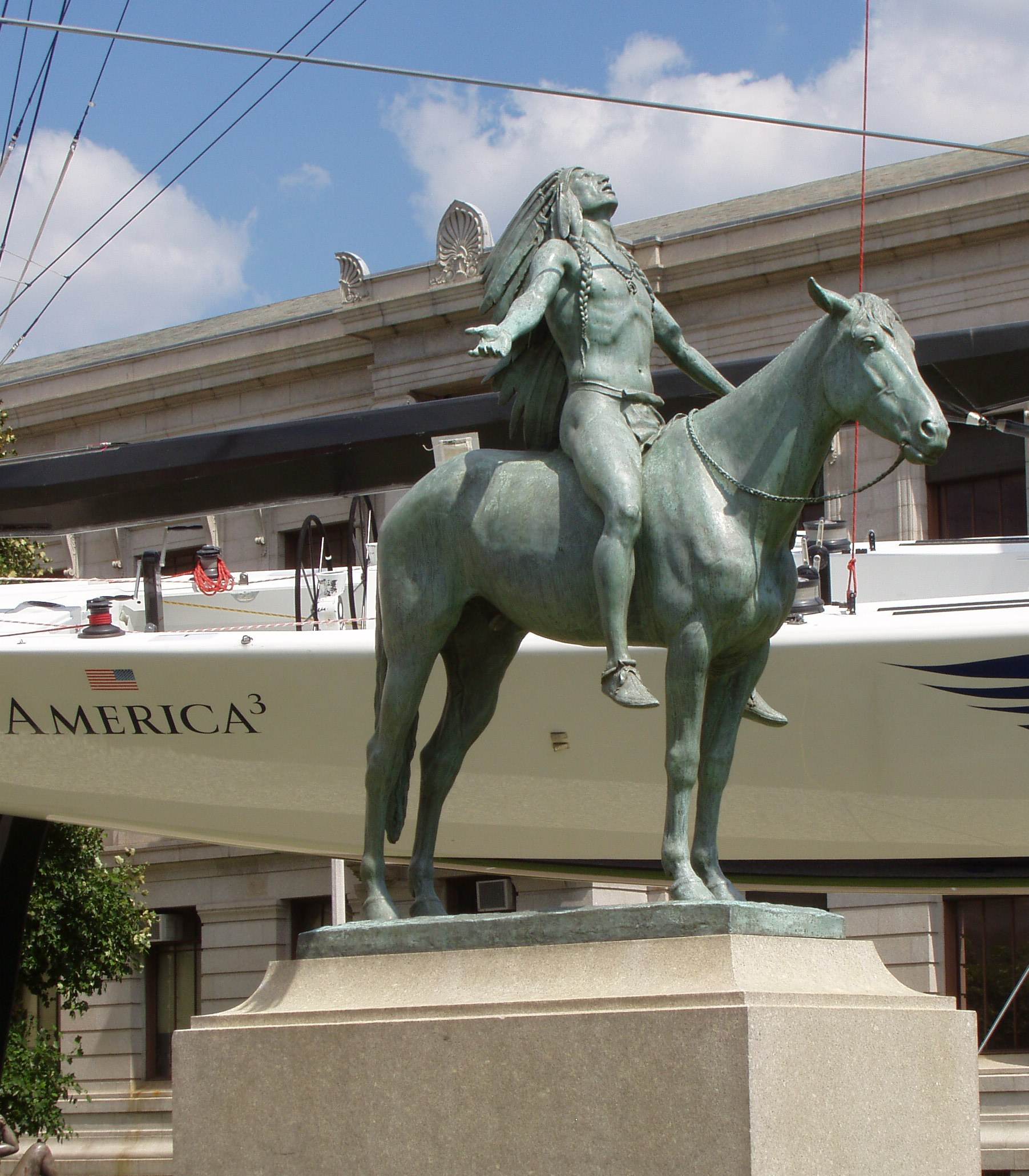
Appeal to the Great Spirit, estàtua de bronze a mida natural fosa per Cyrus E. Dallin el 1909.

A Boston Dallin va fer amistat amb Augustus St. Gaudens i John Singer Sargent. Es casà amb Vittoria Colonna Murray el 1891 i tornà a Utah per treballar amb l'The Angel Moroni (1893). Va donar classes durant un any al Drexel Institute de Filadèlfia, Pennsilvània, mentre completava l'obra Sir Isaac Newton (1895) per a la Biblioteca del Congrés. El 1897 viatjà fins a París i estudià amb Jean Dampt. Va presentar l'obra Don Quixote al Salon de 1897 i Medicine Man al Salon de 1899 i l'Exposició Universal de 1900. Aquell mateix 1900 es traslladà a Arlington Heights, Massachusetts, on va viure la resta de la seva vida. Entre 1899 i 1941 fou membre de la facultat de la Massachusetts Normal Art School. El 1912 fou escollit membre de la National Academy of Design com a membre associat, arribant a ser membre de ple dret el 1930.

## Esport
Als Jocs Olímpics de 1904 disputà tres proves del programa de tir amb arc: la ronda Americana, on fou vuitè, la ronda York, on fou desè, i la prova per equips, on guanyà la medalla de bronze.